# Effgill Hope
Der Effgill Hope ist ein Wasserlauf in Dumfries and Galloway, Schottland. Er entsteht südlich des Munshiel Hill und fließt in südlicher Richtung bis zu seiner Mündung in das Stennies Water.